# Ipuka longirostrum
Ipuka longirostrum är en insektsart. Ipuka longirostrum ingår i släktet Ipuka och familjen långrörsbladlöss. Inga underarter finns listade i Catalogue of Life.